# ブゾン
ブゾン （Bezons）は、フランス、イル＝ド＝フランス地域圏、ヴァル＝ドワーズ県のコミューン。

## 地理
県の最南端、セーヌ川右岸に位置する。ポルト・ド・パリの北西約10kmにある。

## 交通
- 道路 - A15、A86、A14
- 鉄道 - 現在、ブゾンにはRERやパリメトロや郊外鉄道の駅はない。最寄の駅は隣接するウイユにあるウイユ-カリエール＝シュル＝セーヌ駅である。工事中のトラム2号線延長工事が2011年第一四半期に終わると、ブゾン住民はパリメトロ1号線やRER A線が乗り入れるラ・デファンス駅へブゾン中心部から12分ほどで行けるようになる。駅からは鉄道路線やバスでヴェルサイユ-シャンティエ駅やラ・ヴェリエール駅へ行ける。

## 歴史

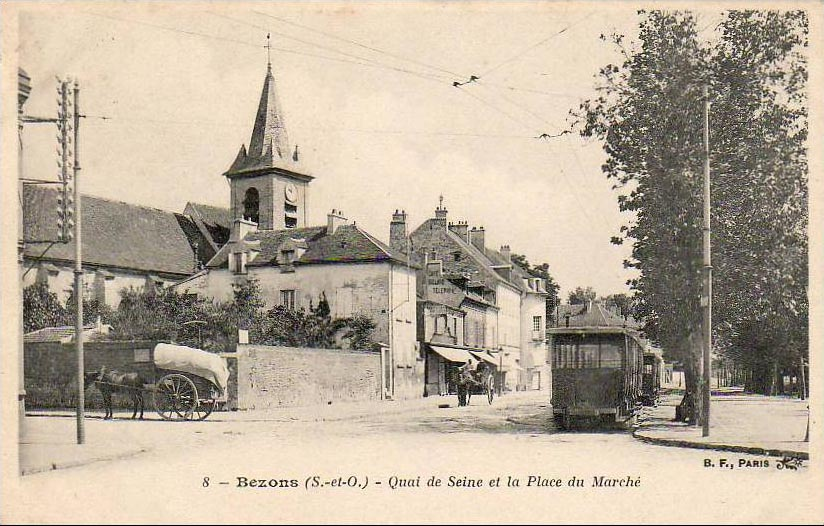
1900年代のブゾン

ルイ14世時代のブゾンは、バザン家が所有していた。
ブゾンの都市化は、セーヌ川への産業化によって始まった。アルジャントゥイユとの境にあるラティエ地区に、1863年にゴム工場ができ、1877年には電話会社ができた。のちの造船所には200人から300人が働いていた。1871年から1891年の間に、ブゾンの人口は6倍になった。学校や庁舎ができ、ガスが引かれ郵便局や電信があったブゾンは都市へ変わった。
1919年のブゾン議会はその3/4が労働者出身者からなる社会主義者が占め、戦争記念碑の建設を拒否した。トゥール会議においてブゾンはコミンテルンに参加した。こうしてブゾンは共産主義コミューンとなった。1920年のフランス共産党誕生以来、共産党員の市長が選出されている。1930年、サッコ・エ・ヴァンセッティ広場において初めてのリュマニテ祭（フランス共産党機関紙『リュマニテ』が毎年9月第二週に開催する催し）が開かれた。

## 姉妹都市
- セクサールド、ハンガリー
- ダウンパトリック、北アイルランド、イギリス

## 出身者
- ジュリアン・ロルシー - プロボクサー